# Pulau Buloh
Pulau Buloh est une île située au Nord de l'île principale de Singapour. 

## Géographie
Elle s'étend sur environ 590 m de longueur pour une largeur approximative de 265 m.